# ماریو میسیرولی
ماریو میسیرولی (ایتالیایی: Mario Missiroli؛ ‏ ۱۳ مارس ۱۹۳۴ – ۱۹ مهٔ ۲۰۱۴) کارگردان نمایش، کارگردان فیلم و فیلم‌نامه‌نویس اهل ایتالیا بود.
از فیلم‌هایی که وی در آن‌ها نقش داشته‌است، می‌توان به خاطرات خانواده اشاره نمود.